# Duke of Wellington (Schiff, 1853)
Die Duke of Wellington, auch HMS Duke of Wellington, war ein als Vollschiff getakeltes Linienschiff erster Klasse der Royal Navy, das nur kurze Zeit im aktiven Marinedienst eingesetzt war.

## Konstruktion und Baugeschichte
Das hölzerne Linienschiff sollte ursprünglich Windsor Castle heißen, wurde jedoch am Todestag des 1. Duke of Wellington ihm zu Ehren umbenannt. Die Entscheidung für die Verwendung eines Propellers fiel nachträglich, da Schaufelräder zu viel Raum beansprucht hätten, der eigentlich für Geschütze vorgesehen war. Eine gebrauchte Dampfmaschine von Robert Napier & Sons und der Propeller wurden nachträglich eingebaut, während das Schiff noch auf den Helgen lag. Dafür wurde das Schiff in zwei Teile zerschnitten und verlängert.
Während ihrer Bauzeit war die Duke of Wellington das größte Schiff der Welt, doch war ihr Design bereits damals veraltet. Es entsprach weitgehend dem der Linienschiffe zur Zeit der Napoleonischen Kriege; lediglich die Dimensionen des Schiffes waren im Vergleich zu denen der Vorgänger um 1800 stark vergrößert. Die schweren 32-Pfünder von 56 cwt (ca. 2,8 Tonnen schwer) waren schon um 1790 konstruiert worden. Wegen der schon wenig später erreichten Steigerung der Zielgenauigkeit erwies sich die Vielzahl mitgeführter schwerer Geschütze bald als obsolet.

## Einsätze
Ihr erster Kriegseinsatz erfolgte im Krimkrieg als Flaggschiff einer im März 1854 hastig zusammengestellten Baltischen Flotte unter Kommando von Vizeadmiral Sir Charles John Napier. Sie erkundete die Möglichkeiten der Beschießung von Sveaborg in Russisch-Finnland, die Festung schien aber zunächst zu stark für die Artillerie. Im August 1854 beteiligte sich das Schiff an der Anlandung französischer Truppen auf den Ålandinseln und an der Beschießung von Bomarsund, den äußersten westlichen Vorposten des russischen Reichs. Insgesamt kamen dabei 40 dampfgetriebene Schiffe zum Einsatz. Am 16. August kapitulierte die noch unfertige Festung; sie wurde nie zu Ende gebaut. Bis Ende Oktober blockierte die britische Flotte die russische Küste und kehrte dann wegen des Wintereinbruchs nach Spithead zurück.
Im März 1855 operierte die Flotte, zu der auch französischen Schiffe gehörten, nunmehr unter dem Befehl Konteradmiral Richard Saunders Dundas, erneut in der Ostsee. Im August beschossen die Alliierten Sveaborg mit insgesamt 1.100 Tonnen Granaten und kehrten im Oktober zurück.
Aufgrund struktureller Schwächen und Schäden an der gebrauchten Maschine wurde sie schon 1856 aus dem aktiven Dienst ausgeschieden und diente von 1860 bis 1863 als Wachschiff der Reserveflotte in Devonport, seit 1863 als Protokollschiff in Portsmouth und von 1869 bis 1891 als Flaggschiff des Hafenadmirals der Marinebasis in Portsmouth, wo sie die Victory ersetzte. 1900 wurde sie außer Dienst gestellt, nahm aber noch 1902 an der Flottenschau teil. 1904 wurde sie zum Abwracken verkauft.

## Schwesterschiffe
Ihre drei Schwesterschiffe Marlborough, Prince of Wales und Royal Sovereign erhielten von Anfang an stärkere Antriebe, doch schieden sie bereits um 1870 aus dem aktiven Dienst aus; die Royal Sovereign wurde schon 1864 zu einem Turmschiff umgebaut.